# Marktplatz (Bad Kissingen)

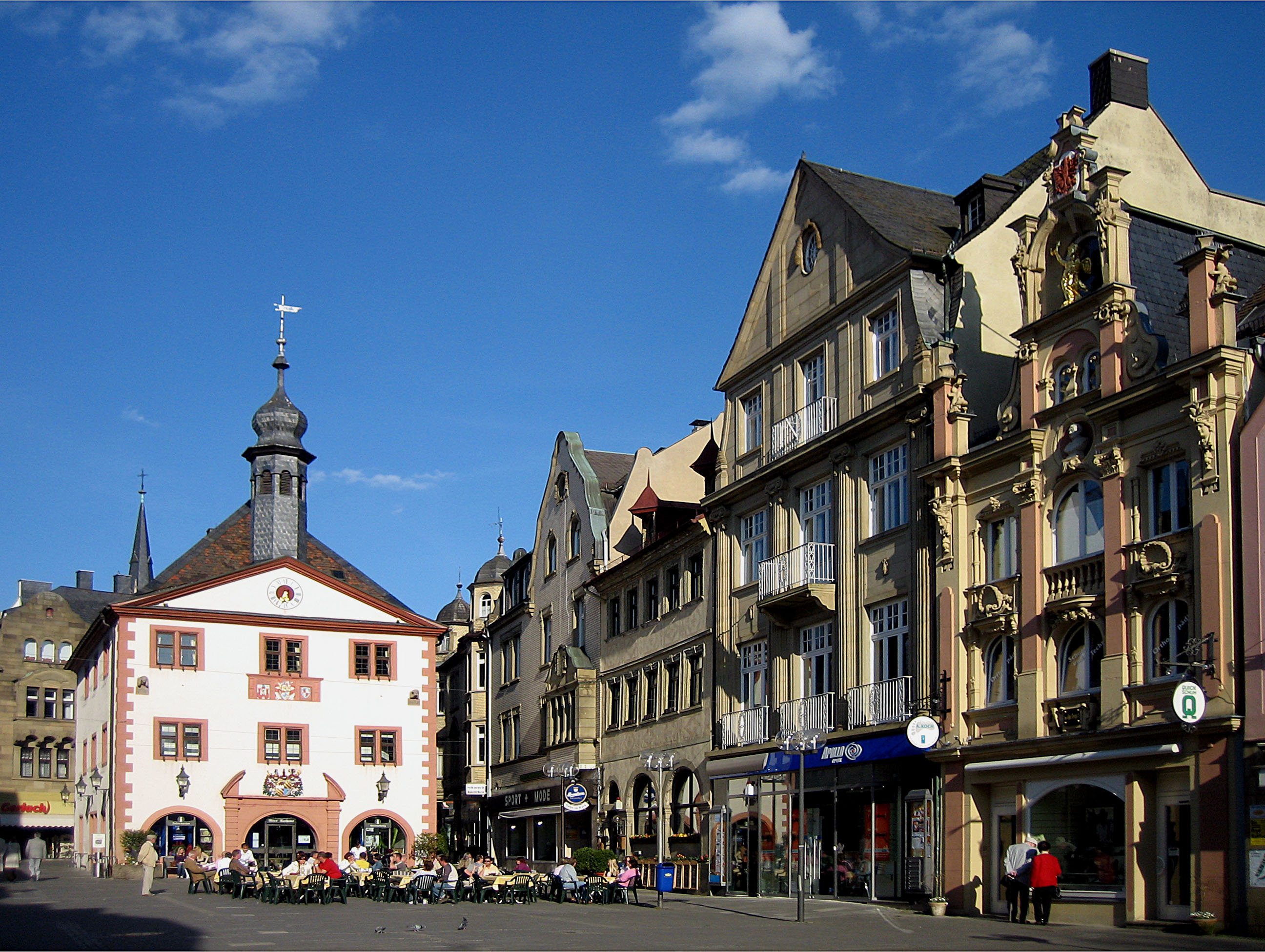
Marktplatz in Bad Kissingen

Der Bad Kissinger Marktplatz beherbergt das denkmalgeschützte Alte Rathaus von Bad Kissingen, der Großen Kreisstadt des unterfränkischen Landkreises Bad Kissingen, sowie zahlreiche weitere Baudenkmäler des Ortes.

## Geschichte
Der Marktplatz entstand im 13. oder 14. Jahrhundert unter den Hennebergern während des städtischen Ausbau Kissingens. Zusammen mit der Oberen und der Unteren Marktstraße wurde er zum Zentrum der örtlichen Altstadt nach deren Neustrukturierung im späten 13. oder frühen 14. Jahrhundert. Seine Rechteckform, seine Parzellenreihen und das Alte Rathaus sind charakteristisch für die Gotik.
Älteren Datums sind folgende Gebäude:
| Foto | Adresse                       | Anmerkung                                                                                  |
| ---- | ----------------------------- | ------------------------------------------------------------------------------------------ |
|      | Marktplatz 5                  | spätes 18. Jahrhundert, Wohn- und Geschäftshaus                                            |
|      | Marktplatz 6                  | spätes 18. Jahrhundert, Wohn- und Geschäftshaus                                            |
|      | Rückgebäude von Marktplatz 10 | zweite Hälfte 18. Jahrhundert                                                              |
|      | Marktplatz 11                 | 18./19. Jahrhundert, ehemaliger Ratskeller, jetzt Wohn- und Geschäftshaus                  |
|      | Marktplatz 12                 | 1577, Altes Rathaus, bis 1928 Verwaltungssitz der Stadt Bad Kissingen                      |
|      | Marktplatz 16                 | spätes 18. Jahrhundert, 1904 unter Architekt Carl Krampf umgebaut, Wohn- und Geschäftshaus |
|      | Rückgebäude von Marktplatz 16 | 18. und 19. Jahrhundert                                                                    |
|      | Marktplatz 21                 | 1680, Gasthaus                                                                             |

Zu Beginn des 20. Jahrhunderts fand eine bauliche Umgestaltung des Marktplatzes statt. Die dabei entstandenen Neubauten waren dabei zu einem Großteil mit einem zusätzlichen dritten Obergeschoss und mehr Platzbedarf größer dimensioniert als die jeweiligen Vorgängerbauten:
| Foto | Adresse       | Anmerkung |
| ---- | ------------- | --- |
|      | Marktplatz 7  | 1909–10, Architekt: Carl Krampf, Wohn- und Geschäftshaus                                                                                |
|      | Marktplatz 8  | 1909–10, Architekt: Adolf Gögel, Wohn- und Geschäftshaus                                                                                |
|      | Marktplatz 9  | 1896/97, Architekt: Carl Krampf, ehemaliges Hotel Luitpold                                                                              |
|      | Marktplatz 10 | 1907, Architekt: Carl Krampf, Wohn- und Geschäftshaus                                                                                   |
|      | Marktplatz 15 | 1906, Architekt: Carl Krampf, Wohn- und Geschäftshaus                                                                                   |
|      | Marktplatz 17 | 1912, Architekt: Carl Krampf, Wohn- und Geschäftshaus                                                                                   |
|      | Marktplatz 18 | 1897, Architekt: K. Weinschenk, Wohn- und Geschäftshaus, am Standort des Geburtshauses von Theologe und Geschichtsschreiber Ignaz Gropp |